# Adam Ciołek Czarnołoski
Adam Ciołek Czarnołoski herbu Ciołek (zm. przed 20 lutego 1668 roku) – wojski buski w 1658 roku, pisarz grodzki włodzimierski w latach 1652–1663, pisarz grodzki kijowski w 1649 roku.
Poseł sejmiku bełskiego na sejm 1662 roku.